# Natalja Sindiejewa
Natalja Władimirowna Sindiejewa ros. Наталья Владимировна Синдеева, IPA: [nɐˈtalʲjə sʲɪnˈdʲejɪvə] (ur. 11 czerwca 1971 w Miczuryńsku) – rosyjska dziennikarka, założycielka, główna właścicielka i CEO holdingu medialnego Dożd, który obejmuje kanał telewizyjny Dożd (Deszcz), magazyn internetowy Republic.ru i magazyn Big City. Jest współzałożycielką i była główną producentką stacji radiowej Srebrny deszcz. Ufundowała anty-nagrodę Srebrny kalosz. Jest trzykrotną laureatką nagrody „Menadżer mediów Rosji” i honorowym akademikiem Rosyjskiej Akademii Radiowej.

## Wczesne życie i edukacja
Natalja Sindiejewa urodziła się w Miczuryńsku w rodzinie wojskowego dentysty. Jednak od 3 roku życia była wychowywana przez swoją babcię i dziadka. Jako dziecko ukończyła szkołę baletową, studiowała muzykę i tańce ludowe.
W 1992 ukończyła studia w Instytucie Pedagogicznym w Miczuryńsku, gdzie otrzymała stopień nauczycielki edukacji wczesnoszkolnej i matematyki.
W 2006 roku ukończyła Stockholm School of Economics Russia (oddział zagraniczny Wyższej Szkoły Handlowej w Sztokholmie) na kierunku rozwoju biznesu Entrepreneur Essential 4.

## Kariera
Po ukończeniu studiów w 1992 roku przeniosła się do Moskwy. Na początku pracowała we włoskiej firmie odzieżowej i nad projektem nocnego show na wodzie w basenie Czajka. Pracując jako promotor na jednej z wystaw, Sindiejewa spotkała się z producentem Pawłem Waszczekinem, a później została jego osobistą asystentką. W tym czasie nawiązała kontakty z przyszłymi, kluczowymi postaciami rosyjskich mediów: Siergiejem Kożewnikowem, założycielem Russian Media Group, producentem radiowym Michaiłem Kozyriewem, Andriejem Wulfem i Otarem Kuszanaszwilim. W 1993 roku przeniosła się do kanału telewizyjnego 2x2, gdzie awansowała od sekretarki do producentki programu Tysiąc i jedna noc (Тысяча и одна ночь).
Podczas pracy w 2x2 Natalja poznała swojego przyszłego męża Dmitrija Sawickiego i razem z nim zaczęła tworzyć stację radiową Srebrny deszcz. Podczas pracy w radiu Sindiejewa poznała rosyjskiego biznesmena i restauratora Jamila Asfariego, który został jej drugim mężem. W 2002 roku para doczekała się syna Luca.
W 2004 otrzymała swoją pierwszą nagrodę Menadżera mediów Rosji w kategorii Radio.
W 2005 roku, na meczu klubu piłkarskiego Chelsea, Sindiejewa spotkała bankiera Aleksandra Winokurowa, który był wówczas szefem banku inwestycyjnego KIT Finance. W 2006 roku Sindiejewa i Winokurow pobrali się, a w 2009 roku urodziła się ich córka Aleksandra. Wraz z Winokurowem, który stał się głównym inwestorem, Sindiejewa stworzyła holding medialny Dożd.
2 lutego 2020 roku Sindiejewa ogłosiła na antenie własnego programu, że zdiagnozowano u niej raka piersi.
1 marca 2022, w związku z nadawaniem w Dożd informacji na temat inwazji Rosji na Ukrainę, rosyjskie władze zablokowały nadawanie stacji w Rosji. W związku tym 3 marca Sidniejewa podjęła decyzję o tymczasowym zawieszeniu działalności stacji.
20 marca 2022 Natalja Sindiejewa napisała list otwarty do rosyjskich kobiet mediów. List skierowała do swoich wieloletnich znajomych: do dziennikarki, prezenterki i producentki Tiny Kandelaki, do redaktor naczelnej RT Margarity Simonian oraz do rzeczniczki MSZ Mariji Zacharowej. W swoim liście prosi swoje znajome, by przestały wspierać wojnę na Ukrainie i znalazły w sobie siłę, by zerwać z pracą dla rosyjskiej propagandy. Wyraziła również uznanie dla odwagi Mariny Owsiannikowej, dziennikarki, która 14 marca zaprotestowała przeciwko rosyjskiej agresji wojennej na Ukrainę w telewizji Pierwyj kanał.

## Nagrody
W 2004 roku Sindiejewa została laureatką nagrody Menadżer mediów Rosji w kategorii Radio – „za innowacyjne i niestandardowe podejście do off-airowych kampanii promocyjnych stacji”. Nagrodę tę otrzymała ponownie w 2011 „za stworzenie nowego kanału telewizyjnego na żywo dla nieobojętnych osób” oraz w 2014 „za promocję projektów społecznych w TV Rain”.
W 2016 roku Sindiejewa otrzymała Nagrodę MHG od Moskiewskiej Grupy Helsińskiej (MHG) za rozwój tradycji ochrony praw człowiek wśród młodych ludzi. W uzasadnieniu nagrody MHG zwraca uwagę, że właścicielka stacji Dożd stworzyła medium, w którym nadawane są relacje z masowych akcji protestacyjnych, z rozpraw w ważnych społecznie procesach i zamieszcza wywiady z obrońcami praw człowieka i ekspertami społeczeństwa obywatelskiego.